# Maizery
Maizery là một xã trong vùng hành chính Lothringen, thuộc tỉnh Moselle, quận Metz-Campagne, tổng Pange. Tọa độ địa lý của xã là 49° 06' vĩ độ bắc, 06° 20' kinh độ đông. Maizery nằm trên độ cao trung bình là 240 mét trên mực nước biển, có điểm thấp nhất là 230 mét và điểm cao nhất là 291 mét. Xã có diện tích 3,16 km², dân số vào thời điểm 2004 là 149 người; mật độ dân số là 46,6 người/km². Maizery nằm về phía đông của Metz.

## Thông tin nhân khẩu
| 1962 | 1968 | 1975 | 1982 | 1990 | 1999 |
| ---- | ---- | ---- | ---- | ---- | ---- |
| 35   | 50   | 59   | 58   | 80   | 127  |